# Список видов, занесённых в Красную книгу Томской области
Перечень объектов животного и растительного мира, обитающих и произрастающих естественным образом на территории Томской области, и нуждающихся в специальных мерах охраны, с целью сохранения или возобновления численности их популяций.
Типы видов:
0 — Вид,исчезнувший с территории Томской области;
1 — Вид, находится под угрозой исчезновения, спасение которого невозможно без осуществления специальных мер;
2 — Вид, численность которого остаётся относительно высокой, но сокращается катастрофически быстро, что в будущем может поставить вид под угрозу исчезновения;
3 — Редкий вид, которому в настоящее время ещё не грозит исчезновение, но встречаются он в таком небольшом количестве или на таких ограниченных территориях, что может исчезнуть при неблагоприятном изменении среды обитания под воздействием природных или антропогенных факторов;
4 — Вид, биология которого изучена недостаточно, численность и состояние популяции вызывает тревогу, однако недостаток сведений не позволяет отнести их ни к одной из предыдущих категорий;
5 — Восстановленный вид, состояние которого, благодаря принятым мерам охраны, не вызывает опасений, но вид не подлежит промысловому использованию и за его популяцией необходим тщательный контроль.
Дополнительная категория: 6 — «памятники природы».

## Животные

### Млекопитающие
| название вида латинское — русское        | охранный статус | примечания                                                                  |
| ---------------------------------------- | --------------- | --------------------------------------------------------------------------- |
| Erinaceus europaeus — Обыкновенный ёж    | 6               | Красная книга МСОП относит популяцию к виду Erinaceus roumanicus — Южный ёж |
| Desmana moschata — Русская выхухоль      | 2               | внесён в Красную книгу Российской Федерации                                 |
| Crocidura sibirica — Сибирская белозубка | 4               |                                                                             |
| Myotis daubentoni — Водяная ночница      | 6               |                                                                             |
| Plecotus auritus — Бурый ушан            | 4               |                                                                             |
| Marmota baibacina — Серый сурок          | 3               |                                                                             |
| Capreolus pygargus — Сибирская косуля    | 3               |                                                                             |

### Птицы
| название вида латинское — русское                            | охранный статус | примечания                                      |
| ------------------------------------------------------------ | --------------- | ----------------------------------------------- |
| Podiceps cristatus — Большая поганка, или чомга              | 4               |                                                 |
| Ardea cinerea — Серая цапля                                  | 6               |                                                 |
| Ciconia nigra — Черный аист                                  | 3               | вид внесён в Красную книгу Российской Федерации |
| Phoenicopterus roseus — Обыкновенный фламинго                | 3               | вид внесён в Красную книгу Российской Федерации |
| Rufibrenta ruficollis — Краснозобая казарка                  | 3               | вид внесён в Красную книгу Российской Федерации |
| Anser anser — Серый гусь                                     | 3               |                                                 |
| Anser erythropus — Пискулька                                 | 2               | вид внесён в Красную книгу Российской Федерации |
| Cygnus cygnus — Лебедь-кликун                                | 6               |                                                 |
| Cygnus bewickii — Малый лебедь                               | 5               | вид внесён в Красную книгу Российской Федерации |
| Oxyura leucocephala — Савка                                  | 1               | вид внесён в Красную книгу Российской Федерации |
| Pandion haliaetus — Скопа                                    | 3               | вид внесён в Красную книгу Российской Федерации |
| Circus macrourus — Степной лунь                              | 2               | вид внесён в Красную книгу Российской Федерации |
| Pernis apivorus — Обыкновенный осоед                         | 4               |                                                 |
| Pernis ptilorhynchus — Хохлатый осоед                        | 4               |                                                 |
| Accipiter gularis — Малый перепелятник                       | 4               |                                                 |
| Aquila clanga — Большой подорлик                             | 2               | вид внесён в Красную книгу Российской Федерации |
| Aquila chrysaetos — Беркут                                   | 3               | вид внесён в Красную книгу Российской Федерации |
| Haliaeetus albicilla — Орлан-белохвост                       | 5               | вид внесён в Красную книгу Российской Федерации |
| Falco rusticolus — Кречет                                    | 3               | вид внесён в Красную книгу Российской Федерации |
| Falco peregrinus — Сапсан                                    | 2               | вид внесён в Красную книгу Российской Федерации |
| Falco columbarius — Дербник                                  | 4               |                                                 |
| Perdix perdix — Серая куропатка                              | 3               |                                                 |
| Grus leucogeranus — Стерх                                    | 1               | вид внесён в Красную книгу Российской Федерации |
| Grus grus — Серый журавль                                    | 4               |                                                 |
| Grus monacha — Черный журавль                                | 3               | вид внесён в Красную книгу Российской Федерации |
| Haematopus ostralegus — Кулик-сорока                         | 3               | вид внесён в Красную книгу Российской Федерации |
| Numenius tenuirostris — Тонкоклювый кроншнеп                 | 1               | вид внесён в Красную книгу Российской Федерации |
| Numenius arquata — Большой кроншнеп                          | 6               | вид внесён в Красную книгу Российской Федерации |
| Numenius phaeopus — Средний кроншнеп                         | 6               |                                                 |
| Limosa limosa — Большой веретенник                           | 3               |                                                 |
| Limnodromus semipalmatus — Азиатский бекасовидный веретенник | 3               | вид внесён в Красную книгу Российской Федерации |
| Sterna albifrons — Малая крачка                              | 2               | вид внесён в Красную книгу Российской Федерации |
| Nyctea scandiaca — Белая сова, или полярная сова             | 6               |                                                 |
| Bubo bubo — Филин                                            | 2               | вид внесён в Красную книгу Российской Федерации |
| Strix nebulosa — Бородатая неясыть                           | 3               |                                                 |
| Hirundapus caudacutus — Иглохвостый стриж                    | 4               |                                                 |
| Alcedo atthis — Обыкновенный зимородок                       | 6               |                                                 |
| Upupa epops — Удод                                           | 6               |                                                 |
| Locustella fasciolata — Таежный сверчок                      | 3               |                                                 |
| Acrocephalus paludicola — Вертлявая камышевка                | 4               | вид внесён в Красную книгу Российской Федерации |
| Phragmaticola aeedon — Толстоклювая камышевка                | 4               |                                                 |
| Remiz pendulinus — Обыкновенный ремез                        | 4               |                                                 |
| Lanius excubitor — Серый сорокопут                           | 4               | вид внесён в Красную книгу Российской Федерации |

### Пресмыкающиеся
| название вида латинское — русское | охранный статус | примечания |
| --------------------------------- | --------------- | ---------- |
| Lacerta agilis — Прыткая ящерица  | 6               |            |
| Natrix natrix — Обыкновенный уж   | 6               |            |

### Земноводные
| название вида латинское — русское          | охранный статус | примечания |
| ------------------------------------------ | --------------- | ---------- |
| Lissotriton vulgaris — Обыкновенный тритон | 6               |            |
| Pelophylax ridibundus — Озёрная лягушка    | 4               |            |

### Костные рыбы
| название вида латинское — русское                | охранный статус | примечания                                                                         |
| ------------------------------------------------ | --------------- | ---------------------------------------------------------------------------------- |
| Acipenser baerii baerii — Западносибирский осётр | 2               | вид Acipenser baerii (Сибирский осётр) внесён в Красную книгу Российской Федерации |
| Hucho taimen — Обыкновенный таймень              | 2               | внесён в Красную книгу Российской Федерации                                        |
| Cottus sibiricus — Подкаменщик сибирский         | 4               |                                                                                    |
| Cottus poecilopus — Пёстроногий подкаменщик      | 4               |                                                                                    |

### Насекомые
| название вида латинское — русское              | охранный статус | примечания                                                          |
| ---------------------------------------------- | --------------- | ------------------------------------------------------------------- |
| Calopteryx splendens — Красотка блестящая      | 3               |                                                                     |
| Macromia sibirica — Макромия сибирская         | 3               |                                                                     |
| Cicadetta montana — Цикада горная              | 3               |                                                                     |
| Raphidia xanthostigma — Верблюдка ксантостигма | 4               |                                                                     |
| Dytiscus circumcinctus — Плавунец каёмчатый    | 4               |                                                                     |
| Dytiscus lapponicus — Плавунец лапландский     | 4               |                                                                     |
| Dytiscus latissimus — Плавунец широкий         | 4               |                                                                     |
| Hydrous piceus — Водолюб большой               | 4               |                                                                     |
| Platycerus caraboides — Рогачик жужелицевидный | 4               |                                                                     |
| Sinodendron cylindricum — Рогачик однорогий    | 4               |                                                                     |
| Xylocopa valga — Пчела-плотник                 | 2               | внесён в Красную книгу Российской Федерации                         |
| Bombus modestus — Шмель модестус               | 3               |                                                                     |
| Bombus muscorum — Шмель моховой                | 2               |                                                                     |
| Bombus confuses — Шмель необыкновенный         | 2               | [syn. Bombus paradoxus] внесён в Красную книгу Российской Федерации |
| Bombus patagiatus — Шмель патагиатус           | 2               |                                                                     |
| Glaucopsyche alexis — Голубянка алексис        | 3               |                                                                     |
| Parnassius apollo — Обыкновенный аполлон       | 0               | внесён в Красную книгу Российской Федерации                         |
| — Аполлон штуббендорфа                         | 6               |                                                                     |
| Colias heos — Желтушка геос                    | 4               |                                                                     |
| Colias palaeno — Желтушка торфяниковая         | 6               |                                                                     |
| Erebia brimo — Чернушка бримо                  | 3               |                                                                     |
| Erebia ciclopius — Чернушка циклоп             | 3               |                                                                     |
| Oeneis jutta — Сатир ютта                      | 3               |                                                                     |
| Domora sagana — Перламутровка сагана           | 3               |                                                                     |
| Maculinea arion — Голубянка арион              | 3               |                                                                     |
| Eudia pavonia — Павлиний глаз малый ночной     | 3               |                                                                     |

### Ракообразные
| название вида латинское — русское   | охранный статус | примечания                   |
| ----------------------------------- | --------------- | ---------------------------- |
| Triops cancriformis — Щитень летний | 6               | семейство щитни (Triopsidae) |

### Брюхоногие моллюски
| название вида латинское — русское         | охранный статус | примечания                                                          |
| ----------------------------------------- | --------------- | ------------------------------------------------------------------- |
| Chilanodon bicallosa — Хиланодон бикалоза | 3               | семейство Hygromiidae из отряда стебельчатоглазых (Stylommatophora) |

## Растения

### Покрытосеменные двудольные
| название вида латинское — русское                                      | охранный статус | примечания                                                                          |
| ---------------------------------------------------------------------- | --------------- | ----------------------------------------------------------------------------------- |
| Alfredia cernua — Альфредия поникающая                                 | 3               |                                                                                     |
| Artemisia macrantha — Полынь крупноцветковая                           | 3               |                                                                                     |
| Artemisia tanacetifolia — Полынь пижмолистная                          | 3               |                                                                                     |
| Artemisia laciniata — Полынь рассечённая                               | 3               |                                                                                     |
| Artemisia gmelinii — Полынь Гмелина                                    | 3               |                                                                                     |
| Artemisia sericea — Полынь шелковистая                                 | 2               |                                                                                     |
| Artemisia latifolia — Полынь широколистная                             | 3               |                                                                                     |
| Bupleurum multinerve — Володушка многожильчатая                        | 3               |                                                                                     |
| Galatella angustissima — Солонечник узколистный                        | 3               |                                                                                     |
| Kitagawia baicalensis — Китагавия байкальская                          | 3               | [syn. Peucedanum baicalense (Redowsk. ex Willd.) W.D.J.Koch (Горичник байкальский)] |
| Vincetoxicum sibiricum — Ластовень сибирский                           | 2               |                                                                                     |
| Brunnera sibirica — Бруннера сибирская                                 | 2               |                                                                                     |
| Cardamine trifida — Сердечник трёхраздельный                           | 1               |                                                                                     |
| Lonicera tatarica — Жимолость татарская                                | 3               |                                                                                     |
| Cerastium maximum — Ясколка крупная                                    | 3               |                                                                                     |
| Elisanthe viscosa — Скрытолепестник липкий                             | 3               |                                                                                     |
| Minuartia stricta — Минуарция прямая                                   | 3               |                                                                                     |
| Ceratoides papposa — Терескен хохолковый                               | 3               |                                                                                     |
| Kochia prostrata — Кохия распростёртая                                 | 3               |                                                                                     |
| Orostachys spinosa — Горноколосник колючий                             | 2               |                                                                                     |
| Sedum aizoon — Очиток жёлтый                                           | 3               |                                                                                     |
| Elatine hydropiper — Повойничек водноперечный                          |                 |                                                                                     |
| Astragalus testiculatus — Астрагал яичкоплодный                        | 2               |                                                                                     |
| Hedysarum alpinum — Копеечник альпийский                               | 3               |                                                                                     |
| Oxytropis pilosa — Остролодочник волосистый                            | 3               |                                                                                     |
| Dasystephana septemfida — Сокольница семираздельная                    | 3               |                                                                                     |
| Hypericum ascyron — Зверобой большой                                   | 3               |                                                                                     |
| Thymus jenisseensis — Тимьян енисейский                                | 1               |                                                                                     |
| Thymus marschallianus — Тимьян Маршалла                                | 1               |                                                                                     |
| Goniolimon speciosum — Гониолимон красивый                             | 2               |                                                                                     |
| Nymphoides peltata — Нимфоцветник щитолистный                          | 3               |                                                                                     |
| Nuphar pumila — Кубышка малая                                          | 3               |                                                                                     |
| Nymphaea tetragona — Кувшинка четырёхугольная                          | 3               |                                                                                     |
| Polygala sibirica — Истод сибирский                                    | 3               |                                                                                     |
| Bistorta vivipara — Змеевик живородящий, или горец живородящий         | 3               |                                                                                     |
| Primula macrocalyx — Первоцвет крупночашечный                          | 3               |                                                                                     |
| Aconitum anthoroideum — Борец анторовидный                             | 3               |                                                                                     |
| Actaea spicata — Воронец колосовидный                                  | 0               |                                                                                     |
| Aquilegia sibirica — Водосбор сибирский                                | 3               |                                                                                     |
| Fragaria moschata — Земляника мускусная                                | 3               |                                                                                     |
| Potentilla erecta — Лапчатка четырёхлепестная, или прямостоячая        | 3               |                                                                                     |
| Spiraea hipericifolia — Таволга зверобоелистная                        | 2               |                                                                                     |
| Thesium refractum — Ленец преломлённый                                 | 3               |                                                                                     |
| Chrysosplenium alternifolium subsp. sibiricum — Селезеночник сибирский | 3               |                                                                                     |
| Saxifraga hirculus — Камнеломка болотная                               | 3               |                                                                                     |
| Pedicularis sceptrum-carolinum — Мытник скипетровидный                 | 3               |                                                                                     |
| Scrophularia umbrosa — Норичник тенистый                               | 2               |                                                                                     |
| Tilia cordata — Липа сердцелистная                                     | 1               |                                                                                     |
| Trapa natans — Водяной орех плавающий                                  | 3               |                                                                                     |
| Viola dissecta — Фиалка рассечённая                                    | 2               |                                                                                     |

### Покрытосеменные однодольные
| название вида латинское — русское                         | охранный статус | примечания                                  |
| --------------------------------------------------------- | --------------- | ------------------------------------------- |
| Allium altyncolicum — Лук алтынкольский                   | 3               |                                             |
| Allium lineare — Лук линейный                             | 3               |                                             |
| Allium nutans — Лук поникающий, или Лук-слизун            | 3               |                                             |
| Allium obliquum — Лук косой                               | 1               |                                             |
| Allium schoenoprasum — Лук скорода                        | 3               |                                             |
| Trichophorum cespitosum — Пухонос дернистый               | 3               |                                             |
| Iris humilis — Касатик низкий                             | 3               |                                             |
| Iris sibirica — Касатик сибирский                         | 3               |                                             |
| Triglochin palustre — Триостренник болотный               | 3               |                                             |
| Erythronium sibiricum — Кандык сибирский                  | 3               | внесён в Красную книгу Российской Федерации |
| Gagea fedtschenkoana — Гусинолук Федченко                 | 0               |                                             |
| Calypso bulbosa — Калипсо луковичная                      | 2               | внесён в Красную книгу Российской Федерации |
| Coeloglossum viride — Пололепестник зелёный               | 3               |                                             |
| Cypripedium calceolus — Венерин башмачок настоящий        | 3               | внесён в Красную книгу Российской Федерации |
| Cypripedium macranthon — Венерин башмачок крупноцветковый | 3               | внесён в Красную книгу Российской Федерации |
| Epipactis helleborine — Дремлик зимовниковидный           | 3               |                                             |
| Gymnadenia conopsea — Кокушник длиннорогий                | 3               |                                             |
| Hammarbya paludosa — Хаммарбия болотная                   | 3               |                                             |
| Herminium monorchis — Бровник одноклубневый               | 3               |                                             |
| Liparis loeselii — Липарис Лезеля                         | 3               | внесён в Красную книгу Российской Федерации |
| Listera cordata — Тайник сердцевидный                     | 3               |                                             |
| Neottianthe cucullata — Неоттианте клобучковая            | 2               | внесён в Красную книгу Российской Федерации |
| Neottia nidus-avis — Гнездовка настоящая                  | 2               |                                             |
| Orchis militaris — Ятрышник шлемоносный                   | 2               | внесён в Красную книгу Российской Федерации |
| Spiranthes amoena — Скрученник приятный                   | 3               |                                             |
| Achnatherum sibiricum — Чий сибирский                     | 3               |                                             |
| Cinna latifolia — Цинна широколистная                     | 3               |                                             |
| Cleistogenes squarrosa — Змеёвка растопыренная            | 3               |                                             |
| Coleanthus subtilis — Влагалищецветник маленький          | 1               | внесён в Красную книгу Российской Федерации |
| Festuca gigantea — Овсяница гигантская                    | 2               |                                             |
| Leersia oryzoides — Леерсия рисовидная                    | 3               |                                             |
| Poa remota — Мятлик расставленный                         | 3               |                                             |
| Stipa pennata — Ковыль перистый                           | 3               | внесён в Красную книгу Российской Федерации |

### Голосеменные
| название вида латинское — русское              | охранный статус | примечания |
| ---------------------------------------------- | --------------- | ---------- |
| Juniperus communis — Можжевельник обыкновенный | 3               |            |

### Папоротникообразные
| название вида латинское — русское                  | охранный статус | примечания |
| -------------------------------------------------- | --------------- | ---------- |
| Cystopteris fragilis — Пузырник ломкий             | 1               |            |
| Cystopteris sudetica — Пузырник судетский          | 3               |            |
| Botrychium multifidum — Гроздовник многораздельный | 3               |            |
| Botrychium virginianum — Гроздовник виргинский     | 3               |            |
| Botrychium lanceolatum — Гроздовник ланцетовидный  | 3               |            |
| Dryopteris cristata — Щитовник гребенчатый         | 3               |            |
| Dryopteris filix-mas — Щитовник мужской            | 3               |            |
| Gymnocarpium jessoense — Голокучник хоккайдский    | 3               |            |
| Ophioglossum vulgatum — Ужовник обыкновенный       | 3               |            |

### Плаунообразные
| название вида латинское — русское                | охранный статус | примечания |
| ------------------------------------------------ | --------------- | ---------- |
| Lycopodiella inundatum — Ликоподиелла заливаемая | 3               |            |

### Листостебельные мхи
| название вида латинское — русское                     | охранный статус | примечания                                 |
| ----------------------------------------------------- | --------------- | ------------------------------------------ |
| Myuroclada maximoviczii — Миуроклада Максимовича      | 3               | семейство Брахитециевые (Brachytheciaceae) |
| Bryum weigelii — Бриум Вейгеля                        | 3               | семейство Бриевые (Bryaceae)               |
| Buxbaumia aphylla — Буксбаумия безлистная             | 0               | семейство Буксбаумиевые (Buxbaumiaceae)    |
| Dichelyma falcatum — Дихелима серповидная             | 3               | семейство Фонтиналисовые (Fontinalaceae)   |
| Scorpidium scorpioides — Скорпидиум скорпионовидный   | 3               | семейство Гипновые (Hypnaceae)             |
| Neckera pennata — Неккера перистая                    | 3               | семейство Неккеровые (Neckeraceae)         |
| Polytrichum Jensenii — Политрихум Йенсена             | 3               | семейство Политриховые (Polytrichaceae)    |
| Aloina brevirostris — Алоина короткоклювая            | 3               | семейство Поттиевые (Pottiaceae)           |
| Aloina rigida — Алоина жесткая                        | 3               | семейство Поттиевые (Pottiaceae)           |
| Pterygoneurum subsessile — Птеригоневрон почтисидячий | 3               | семейство Поттиевые (Pottiaceae)           |
| Rhytidium rugosum — Ритидиум морщинистый              | 3               | семейство Ритидиевые (Rhytidiaceae)        |

## Грибы
| название вида латинское — русское                | охранный статус | примечания                                  |
| ------------------------------------------------ | --------------- | ------------------------------------------- |
| Leccinum percandidum — Осиновик белый            | 3               |                                             |
| Cortinarius violaceus — Паутинник фиолетовый     | 3               |                                             |
| Dictiophora duplicata — Сетконоска сдвоенная     | 3               | внесён в Красную книгу Российской Федерации |
| Mutinus caninus — Мутинус собачий                | 3               |                                             |
| Clavariadelphus pistillaris — Рогатик пестиковый | 3               |                                             |
| Sparassis crispa — Спарассис курчавый            | 3               | внесён в Красную книгу Российской Федерации |
| Hericium coralloides — Ежовик коралловидный      | 6               |                                             |
| Polyporus umbellatus — Трутовик разветвлённый    | 2               | внесён в Красную книгу Российской Федерации |